# Дениз Грей
Дени́з Грей (фр. Denise Grey), настоящее имя — Эдуарди́н Вертюи́ (фр. Édouardine Verthuy; 17 сентября 1896, Шатийон, Италия — 13 января 1996, Париж, Франция) — французская актриса кино и театра. Прожила 99 лет, за свою жизнь она снялась почти в 100 фильмах. Номинировалась на премии «Сезар» (1983) и Nuit des Molières (1987). К её наиболее известным картинам относятся фильмы «Дьявол во плоти», «Бум» и «Бум 2».

## Биография
Жанна Мари Лорантина Эдуардина Вертюи (фр. Jeanne-Marie-Laurentine-Édouardine Verthuy) родилась в хуторе Шамера́н (фр. Chaméran), в коммуне Шатийон в Валле-д’Аоста. Она была дочерью Жака-Лорана Вертюи (фр. Jacques-Laurent Verthuy), консьержа, и Мадлен Гар (фр. Madeleine Gard). Её семья происходила из коммуны Шамбав, где фамилия Вертюи является одной из самых распространённых. У неё было две сестры: Мари-Роз (1888–1979) и Мари-Мадлен (1894–1994).
Дениз Грей работала продавщицей и фотомоделью, прежде чем попасть в кино. Её дебютным фильмом стала немая картина 1913 года Mademoiselle Etchika. Однако кинематограф не сразу принёс ей успех. Лишь с 1915 года, когда Грей начала петь в кабаре, и ей стали предлагать интересные роли в кино и театре.
Выступала в театре «Комеди Франсез» в 1944—1946 и в 1957—1958.
Большую популярность актрисе принесла роль Пупетт Валадье (прабабушки главной героини) в первой и второй частях фильма Клода Пиното «Бум».
В 1991 году Дениз Грей прекратила выступления и окончила свою карьеру. Умерла в Париже в возрасте 99 лет. Похоронена в городе Аррадон.
Её дочь Сюзанн Грей также была актрисой и скончалась 13 декабря 2005 года в возрасте 88 лет.

## Фильмография
| - 1913 — Mademoiselle Etchiko - 1915 — En famille - 1916 — Nemrod et compagnie - 1916 — Rigadin professeur de danse - 1917 — Honneur d’artiste - 1918 — Les bleus de l’amour - 1935 — Jeunes filles à marier - 1936 — La dame de Vittel - 1937 — Trois artilleurs au pensionnat - 1938 — Trois artilleurs à l’opéra - 1939 — Серж Панин - 1940 — Господин Гектор — Маруся Драгомирова - 1941 — Montmartre-sur-Seine - 1942 — Boléro - 1942 — Romance à trois - 1942 — Le voile bleu - 1943 — L’honorable Catherine - 1943 — Des jeunes filles dans la nuit - 1943 — Vingt-cinq ans de bonheur - 1943 — Retour de flamme - 1943 — Adieu Léonard - 1944 — L’Aventure est au coin de la rue - 1945 — Les caves du Majestic - 1945 — L’extravagante mission - 1946 — Madame et son flirt - 1946 — Le couple idéal - 1946 — Étrange destin - 1946 — L’insaisissable Frédéric - 1946 — On demande un ménage - 1947 — Шесть потерянных часов | - 1947 — Дьявол во плоти (реж. Клод Отан-Лара) - 1947 — Carré de valets - 1947 — Coïncidences - 1948 — Et dix de der - 1949 — Une femme par jour - 1949 — Bonheur en location - 1949 — Tête blonde - 1949 — La ronde des heures - 1950 — Rome-express - 1950 — Нет уик-эндов у нашей любви - 1950 — Мой друг Сенфуан - 1951 — Demain nous divorçons - 1951 — Les petites Cardinal - 1952 — Allô… je t’aime - 1952 — Art. 519 codice penale - 1953 — Кутёж в кабаках - 1953 — Le père de Mademoiselle - 1953 — Спальня старшеклассниц - 1953 — Жюльетта - 1954 — Корсары Булонского леса - 1954 — Такие разные судьбы - 1954 — Распутин - 1954 — Апрельская рыбка - 1954 — Замки Испании - 1954 — Служебная лестница - 1954 — Соблазнитель - 1955 — Fantaisie d’un jour - 1955 — Весна, осень и любовь - 1955 — La rue des bouches peintes - 1955 — La villa Sans-Souci | - 1956 — Mitsou - 1957 — Une nuit aux Baléares - 1957 — L’auberge en folie - 1957 — La peau de l’ours - 1957 — Пешком, верхом и на машине - 1957 — Sylviane de mes nuits - 1958 — И с гордостью её пишите имя - 1958 — C’est la faute d’Adam - 1958 — Police judiciaire - 1958 — Le tombeur - 1958 — Mimi Pinson - 1958 — Пешком, на лошади и на спутнике! - 1959 — Психоаналитик для дам - 1959 — Bomben auf Monte Carlo - 1960 — Француженка и любовь - 1964 — La Bonne soupe - 1965 — Pas de caviar pour tante Olga - 1969 — Tout pour le mieux (ТВ) - 1969 — La maison de campagne - 1970 — Hello-Goodbye - 1971 — Mais qui donc m’a fait ce bébé? - 1972 — Проклятые короли (мини-сериал) - 1979 — Женщины у моря (сериал) - 1980 — Бум - 1982 — N’oublie pas ton père au vestiaire… - 1982 — Бум 2 - 1983 — En cas de guerre mondiale, je file à l'étranger - 1983 — Le voleur de feuilles - 1985 — Le gaffeur - 1988 — Время удовольствий - 1991 — Красивая любовь |